# إنوس كي. سوير
إنوس كي. سوير (بالإنجليزية: Enos Kittredge Sawyer)‏ هو سياسي أمريكي، ولد في 24 أغسطس 1879 في فرانكلين في الولايات المتحدة، وتوفي بنفس المكان في 1933. نشط حزبياً في الحزب الديمقراطي. وقد انتخب عضو مجلس ولاية نيوهامبشير ‏.